# Sint Jansbrug (Delft)
De Sint Jansbrug is een gerestaureerde trappetjesbrug met metselboog aan de Oude Delft, bij de Nickersteeg in de Nederlandse stad Delft. Blijkens het sluitsteen is deze brug uit 1773.
Deze brug is een rijksmonument en een discreet oriëntatiepunt waar met name De Delftse Studenten Vereniging Sint Jansbrug naar vernoemd is. Deze zat oorspronkelijk in het pand langs de brug dat heden onder de naam Studentenheerenhuisch de Engelenbak doorgaat.